# 披针桤叶树
披针桤叶树（学名：Clethra monostachya var. lancilimba）为桤叶树科桤叶树属下的一个变种。

## 扩展阅读
- 維基物種上的相關：披针桤叶树